# Epeolus intermedius
Epeolus intermedius är en biart som beskrevs av Pérez 1884. Epeolus intermedius ingår i släktet filtbin, och familjen långtungebin. Inga underarter finns listade i Catalogue of Life.